# Ружинци
Ру̀жинци е село, разположено в Северозападна България, то е административен център на община Ружинци, област Видин.

## География
Община Ружинци се намира в Северозападна България, област Видин. На северозапад граничи с община Димово, на изток и на юг с община Брусарци (област Монтана), а на югозапад и запад с община Чупрене и Белоградчик.
През територията на общината преминава река Лом.
От общата площ на общината земеделската земя обхваща 182 909 дка, обработваемата земя е 144 607 дка, водни площи – 4339 дка, горски територии – 38 676 дка, урбанизирана територия – 5274 дка.
Важно значение за развитието на с. Ружинци като център на общината е неговото транспортно – географско положение. Селото е разположено на главен път Е 79 Граница Румъния – о.п. Видин – Монтана – Враца – София – Граница Гърция, част от трансевропейски коридор №4. Центърът на общината отстои на 54 км от гр. Видин, на 43 км от гр. Монтана.
В северната част на общината преминава железопътната линия Видин – София. На територията на общината се намира гара Дреновец, която има транзитен характер. Друга жп връзка на общината със страната е Гара Орешец, която се намира на 10 км от с. Ружинци.
На територията на общината има 3 язовира в землищата на селата: Гюргич, Дражинци и Дреновец, и два микроязовира в селата: Гюргич и Бело поле. Единствената река, която преминава през територията на общината е река Лом.
Селското стопанство е важен отрасъл на общинската икономика, за което съществуват и добри почвено-климатични условия. Към благоприятните фактори следва да се отнесе и наличният поземлен ресурс – 77,6% от територията са земеделски земи, като 86,3% от тях са обработваеми.
На територията на общината функционират няколко производствени предприятия, но като цяло по-голяма част от фирмите, работещи в общината, са малки и в сферата на търговията.
Съхраненото фолклорно наследство и красива природа в общината се отчитат като важни предпоставки за развитието на опознавателен, риболовен, селски и екологичен туризъм. На територията на Община Ружинци в близост до с. Дреновец се намира основаният пред ХІ век Добридолски манастир.

## История
През 1925 година толстоисти основават колония в Ружинци, без да заемат държавни земи. Тази група се стреми да използва в общуването си езика есперанто. Прави и неуспешни опити да продава продукцията, оставяйки я на пазара, като разчитат купувачите сами да се обслужват и да оставят пари за взетата стока. Създават своя кооперация за производство на безалкохолно вино, в стремежа си да пропагандират въздържателството, но не срещат подкрепа сред местните жители, които през 1928 година ги изгонват от селото.
През 1955 година към Ружинци е присъединено съседното село Белоптичене.

## Население
Преброяване на населението през 2011 г.
Численост и дял на етническите групи според преброяването на населението през 2011 г.:
|                     | Численост | Дял (в %) |
| Общо                | 883       | 100,00    |
| Българи             | 689       | 78,02     |
| Турци               | 3         | 0,33      |
| Цигани              | 184       | 20,83     |
| Други               | 0         | 0,00      |
| Не се самоопределят | 0         | 0,00      |
| Неотговорили        | 4         | 0,45      |

## Личности
- Ани Илков (роден на 11 януари 1957), филолог и поет
- Валери Еличов – актьор в ДТ „Адриана Будевска“ – Бургас. Изиграл многобройни и запомнящи се роли и в Драматичния театър „Йордан Йовков“ – Добрич и в киното. Поет и бард.
- Димитър Илиев – роден 1935 г. – музикант, диригент и композитор, починал 2009 г.

## Други
На 15 юли 1944 г. селото е бомбардирано от англо-американската авиация.